# Teorema di Bertrand
Il teorema di Bertrand, in meccanica analitica, è un teorema sullo studio del moto di un corpo in un campo centrale.

## Enunciato
Sia {\displaystyle V:\mathbb {R} ^{+}\rightarrow \mathbb {R} } il potenziale di un campo conservativo centrale e sia {\displaystyle V\in \,C^{\omega }}. Allora le uniche forze centrali (attrattive) che danno luogo a orbite chiuse per ogni condizione iniziale corrispondente a moti limitati non rettilinei, con deviazioni dalla condizione di orbita circolare di ordine superiore al primo, sono quella proporzionale all'inverso del quadrato della distanza dal centro di forza, e quella corrispondente alla legge di Hooke. 
Poiché queste forze sono deducibili dal potenziale V, quanto sopra esposto si ha se e solo se V è della forma:
{\displaystyle V(r)={\begin{cases}{\frac {k}{2}}r^{2}\\-{\frac {k}{r}}\end{cases}}\;\;k\geqslant 0}
Bisogna notare che questi non sono gli unici campi centrali conservativi che ammettono orbite chiuse.
Trovare controesempi è del resto molto semplice, infatti se un qualunque potenziale equivalente (o efficace) V' ha un minimo o un massimo isolato ad una certa distanza r0 dal centro di forza, e se l'energia complessiva E è pari a V' valutato in r0, esso ammette un'orbita circolare, che è evidentemente chiusa, per ben determinati valori del momento angolare e dell'energia del sistema.
(Il potenziale V e il potenziale efficace V' differiscono per un addendo, che prende il nome di potenziale centrifugo, dipendente dal modulo del momento angolare del sistema in esame e dalla distanza di quest'ultimo dal centro di forza).